# Visual Basic
Visual Basic је програмски језик заснован на догађајима (енгл. events) и саставни део програмског окружења Мајкрософта пројектован за рад под COM. Његов наследник је Visual Basic .NET. Старије верзије Вижуал Бејсика су се заснивале на бејсику и омогућавале су брз развој апликација (енгл. Rapid Application Development - RAD) са графичким корисничким интерфејсом (енгл. Graphical User Interface - GUI), манипулисање базама података уз помоћ управљачких компоненти као што су DAO, RDO или ADO, и прављење ActiveX контрола и објеката.
Програмер може да направи апликацију користивши компоненте које се испоручују заједно за Вижуал Бејсиком. Програми написани у Вижуал Бејсику такође могу да користе и Windows АПИ (енгл. Windows API), али ово захтева спољашње декларације функција.

## Историја
Развој Вижуал Бејсика је почео 1989. године под кодним именом 'Thunder'. У мају 1991. објављена је прва верзија Вижуал Бејсика за Windows оперативни систем (Visual Basic 1.0). Затим је исте године изашла верзија и за MS-DOS оперативни систем, која је, у ствари, била следећа верзија Мајскрософтових компајлера за бејсик, као што је QBASIC. Последња верзија Вижуал Бејсика у том низу је 6.0 (1998), која се и данас доста користи. Новије верзије Вижуал Бејсика су за .NET платформу. Прва верзија Вижуал Бејсика за .NET први пут је изашла 2001. године. Онај који се највише залагао за развој Вижуал Бејсика је Алан Купер, кога још зову и 'отац' Вижуал Бејсика.

## Пример кода
Овај код приказује „Здраво свете!" поруку.
```
Private
 
Sub
 
Form_Load


    
MsgBox
 
(
"Здраво свете!"
)

End
 
Sub

```

## Бесплатна „Експрес“ верзија
Мајкрософт сада омогућава бесплатну употребу „Експрес“ верзије Вижуал Бејсика, која има већину функција, али не може да ствара самосталне извршне програме („exe“ фајлове).
Страница „Експрес“ верзије је на следећем линку .

## Остали програмски језици слични Вижуал Бејсику
- ВБА - Вижуал бејсик за апликације, '(енгл. Visual Basic for Applications) је саставни део Microsoft Office пакета и може да се примењује и у неким другим апликацијама као што је Аутокед.
- ВБСкрипт (енгл. VBScript), скриптни језик развијен од стране Мајкрософта.
- Гамбас - бесплатни објектно-оријентисан програмски језик за Линукс и Јуниксолике оперативне системе.